# Abraham de Fabert

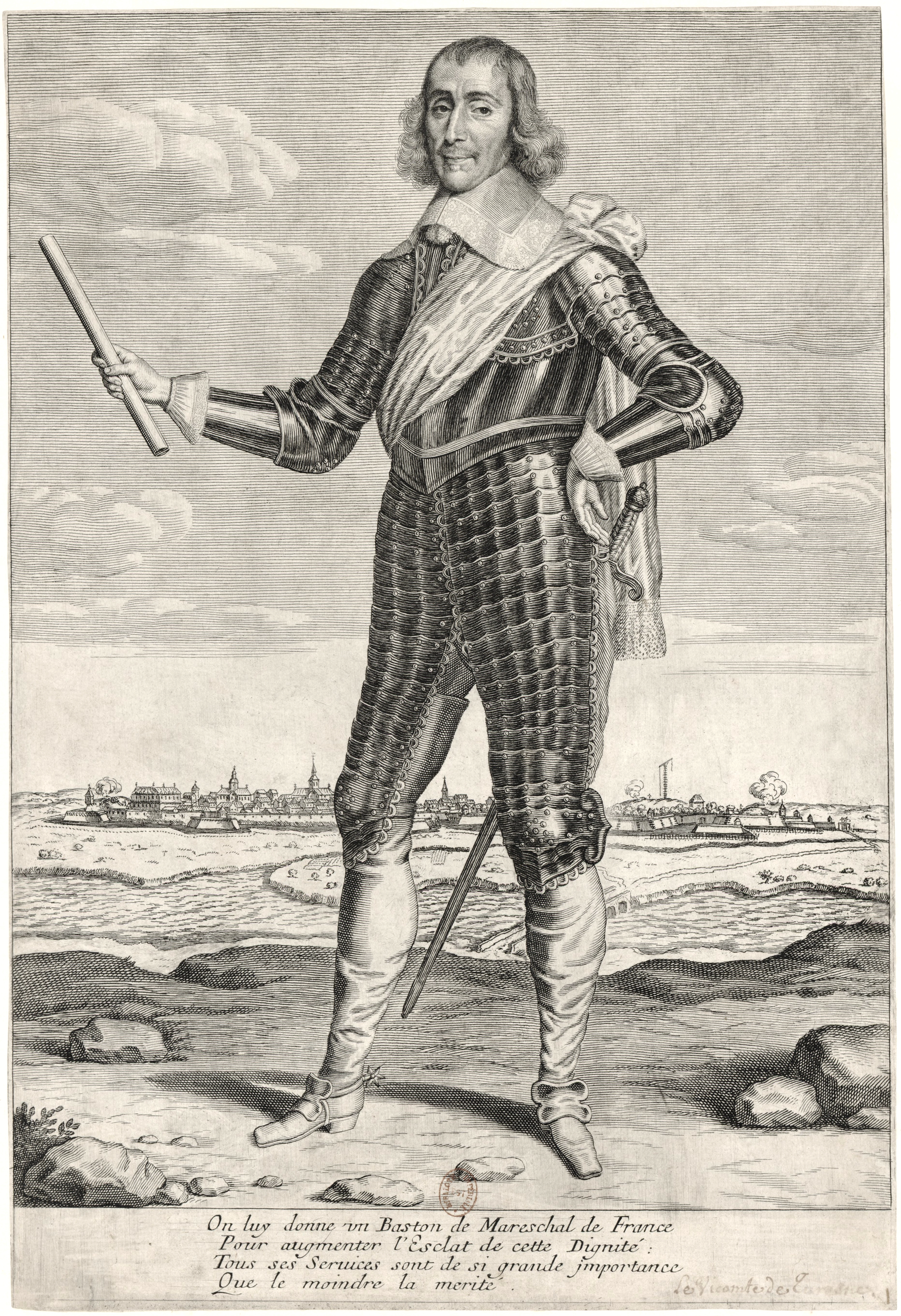
Abraham de Fabert

Abraham de Fabert, född 11 oktober 1599, död 17 maj 1660, var en fransk militär.
Fabert utmärkte sig bland annat vid belägringen av La Rochelle 1627 och under kriget med Spanien. Som guvernör i Sedan från 1642 inlade han stort arbete med stadens befästande. Vid belägringen av Stenay 1654 visade sig Fabert som en skicklig ingenjör och använde delvis nya angreppsmetoder. Fabert blev marskalk 1658. 